# Петрівка (Криворізький район)
Петрі́вка — село в Україні, у Софіївській селищній громаді Криворізького району Дніпропетровської області.
Населення — 125 мешканців.

## Географія
Село Петрівка знаходиться на лівому березі річки Базавлук, вище за течією на відстані 1,5 км розташоване село Катерино-Наталівка, нижче за течією на відстані 2 км і на протилежному березі розташоване село Миколаївка.

## Населення

### Мова
Розподіл населення за рідною мовою за даними перепису 2001 року:
| Мова       | Кількість | Відсоток |
| ---------- | --------- | -------- |
| українська | 122       | 97.6%    |
| російська  | 3         | 2.4%     |
| Усього     | 125       | 100%     |

## Інтернет-посилання
- Погода в селі Петрівка

1. ↑  Рідні мови в об'єднаних територіальних громадах України — Український центр суспільних даних